# 小田原市立国府津中学校
小田原市立国府津中学校（おだわらしりつ こうづちゅうがっこう）は、神奈川県小田原市にある公立中学校。

## 概要
神奈川県小田原市国府津にあり、目の前には県営国府津団地がある。すぐ近くには小田原市立国府津小学校がある。

## 教育目標
- 学んで考える
- 思いやって助け合う
- 鍛えて伸びる

## 周辺地域
- 県営国府津団地
- 小田原市立国府津小学校
- セブンイレブン小田原国府津西店
- 小田原シティモールクレッセ
- 国府津車両センター

## 著名な卒業生
- 松下祐樹 - 陸上競技選手（400mハードル）

## 交通アクセス
- 国府津駅より1.7km、徒歩20分。
- 箱根登山バスより、国府津駅からシティモール北・ダイナシティ・矢作経由鴨宮駅行きに乗り、「石塚保育園前」下車、徒歩3分
- 富士急湘南バスより、下曽我駅から田島経由、国府津駅行きに乗り、「岡石橋」バス停下車、徒歩10分